# Långtjärnen (Karlanda socken, Värmland, 660608-129165)
Långtjärnen är en sjö i Årjängs kommun i Värmland och ingår i Göta älvs huvudavrinningsområde. Sjön har en area på 0,129 kvadratkilometer och ligger 152 meter över havet. Sjön avvattnas av vattendraget Silbodalsälven.

## Delavrinningsområde
Långtjärnen ingår i det delavrinningsområde (660045-129240) som SMHI kallar för Utloppet av Våxlandatjärn. Medelhöjden är 191 meter över havet och ytan är 31,98 kvadratkilometer. Det finns inga avrinningsområden uppströms utan avrinningsområdet är högsta punkten. Silbodalsälven som avvattnar avrinningsområdet har biflödesordning 4, vilket innebär att vattnet flödar genom totalt 4 vattendrag innan det når havet efter 254 kilometer. Avrinningsområdet består mestadels av skog (72 procent). Avrinningsområdet har 0,88 kvadratkilometer vattenytor vilket ger det en sjöprocent på 2,8 procent.